# آلان ريان
آلان ريان (بالإنجليزية: Alan Ryan)هو آلان جيمس ريان (بالإنجليزية: Alan James Ryan) الحاصل على العضوية من الأكاديمية البريطانية، ولد في 9 مايو 1940، وكان ناظر الكلية الجديدة بأكسفورد، أستاذ العلوم السياسية فيجامعة أكسفورد، وحاليا هو محاضر في جامعة برنستون.

## السيرة الذاتية
تلقى تعليمه الثانوي في مستشفى المسيح بهورشام (1951-1959)، وتعليمه العالي في كلية باليول في أكسفورد (1959-62)، وتخرج من كلية لندن الجامعية (1962-3). تم انتخابه كزميل في الكلية الجديدة عام 1969، لاحقا قام بالتدريس في جامعة برنستون، ثم عاد إلى الكلية الجديدة، بأكسفورد عام 1996 حتى يشغل منصب الناظر. وأصبح زميل في الأكاديمية البريطانية.
يعترف بسلطة ريان، كواضع نظرية سياسية ومؤرخ فكر سياسى، في تطوير الليبرالية الحديثة وخصوصا أعمال جون ستيوارت ميل، ساهم أيضا بشكل مباشر في مدرسة «العائد للحق» التي أدت إلى إعادة النظر في أعمال ميل منذ 1970. يحتوى معظم عمله الأكاديمى على موضوعات في النظرية السياسية بما في ذلك، فلسفة العلوم الإجتماعية، وطبيعة الملكية، والفكر السياسى، والليبرالية في القرنين ال19 و ال20.
شغل ريان مناصب في جامعات: أكسفورد، إسكس، كييلى، برنستون، وأيضا في جامعة فرجينيا كلية القانون. كان، بلإضافة لذلك، أستاذ زائر في العلوم السياسية بجامعة تكساس في أوستن، بالجامعة الوطنية الأسترالية، بالمدرسة الجديدة، وبالعديد أيضا.
يعتبر ريان مساهم منتظم في «نيويورك ريفيو أوف بوكس»، «لندن ريفيو أوف بوكس»، و«ملحق التايمز الأدبي»، وهو مستمر في الكتابة عن النظرية السياسية وتاريخ الفكر السياسى.

## كتبه
- The Philosophy of John Stuart Mill (1970): an examination of Mill's philosophy of science, its relation to his ethical thought, and a defence of the view that Mill's work is largely coherent, concentrating on Mill's A System of Logic.
- The Philosophy of the Social Sciences (1970): an introduction to the philosophy of social science.
- J.S. Mill (1975): a guide through the important works of Mill, and the themes to be found therein.
- Property and Political Theory (1984)
- Property (1987)
- Russell: A Political Life (1993)
- John Dewey and the High Tide of American Liberalism (1995)
- Liberal Anxieties and Liberal Education (1998): given as a lecture series at the University of California, Berkeley, contains autobiographical material.
- On Politics: A History of Political Thought: From Herodotus to the Present (2012) traces the origins of political philosophy from the ancient Greeks to Machiavelli in Book I and from Hobbes to the present age in Book II
- The Making of Modern Liberalism (2012) exploration of the origins and nature of liberalism from the Enlightenment through its triumphs and setbacks in the twentieth century

## وصلات خارجية
- Booknotes interview with Ryan on the Introduction to Alexis de Tocqueville's Democracy in America, February 26, 1995
- Prospect magazine
- New York Review of Books
- Alan Ryan: CV
- Department of Politics and International Relations
- Debrett's People of Today (12th edn, London: Debrett, 1999), p. 1715
- Defence of Mill by Ryan as the greatest British philosopher

- Booknotes interview with Ryan on the Introduction to Alexis de Tocqueville's Democracy in America, February 26, 1995
- Prospect magazine
- New York Review of Books
- Alan Ryan: CV
- Department of Politics and International Relations
- Debrett's People of Today (12th edn, London: Debrett, 1999), p. 1715
- Defence of Mill by Ryan as the greatest British philosopher